# Tropidurus erythrocephalus
Tropidurus erythrocephalus é uma espécie de lagarto da família Tropiduridae. É encontrado no Brasil.